# Sturm am Wilden Kaiser
Sturm am Wilden Kaiser ist ein 1963 in den Alpen gedrehtes österreichisches Spielfilmdrama des Regie-Veterans Eduard von Borsody, der hiermit seine letzte Inszenierung ablieferte. Der Geschichte liegt die Novelle Bergwind und Träume von Heinrich Klier zugrunde.

## Handlung
Die Geschichte spielt im Norden Tirols. Der dort lebende Tierarzt Dr. Alexander Rell ist eine schmucke Erscheinung von einem Mann und bei der Damenwelt durchaus begehrt. Sein großes Hobby ist die Bergsteigerei, dem er sich von jeher in den Alpen widmet. Seit Alexander vor Jahren seine Verlobte bei einer Klettertour durch einen Blitzschlag verloren hatte, ist Rell Single und anderen Menschen (vor allem Frauen) gegenüber ziemlich verschlossen geworden. Eines Tages lernt er die vor Ort urlaubende Filmschauspielerin Patricia Theotokis kennen, in die Rell sich verliebt. Auch sie ist seinen Avancen nicht abgeneigt, muss aber, bevor sie Alexanders Frau werden kann, ihren beruflichen Verpflichtungen nachkommen. Rell geht derweil wieder kraxeln ins Kaisergebirge. Was er nicht ahnt: die als Bergsteigerin völlig unerfahrene Patricia steigt ihm heimlich nach und unterschätzt massiv die Gefahren. Es kommt, wie es kommen muss: ein Sturm am Wilden Kaiser, wie schon der Titel verrät, zieht auf und bringt beide Liebende in höchste Bergnot. Schließlich stürzt Patricia ab …

## Produktionsnotizen
Sturm am Wilden Kaiser, Originaltitel Bergwind, entstand, mit bescheidenen Mitteln von der kleinen Innsbrucker Produktionsfirma Benesch-Film hergestellt, 1963 und soll zum Jahresende erstmals vorgeführt worden sein. Offizielle Uraufführung war am 4. Januar 1964 in Österreich. Die deutsche Premiere fand am 24. Juli 1964 statt.
Hauptdarsteller Borsody und Becker lernten sich hier kennen und verliebten sich tatsächlich ineinander. Im Anschluss an die Dreharbeiten heirateten beide.
Für den altgedienten Fotografen Walter Riml war dieser Film fast ein Heimspiel. Er wohnte nur wenige Kilometer südlich des Drehortes. Sturm am Wilden Kaiser sollte seine letzte Arbeit als Chefkameramann bei einem Kinospielfilm werden.

## Kritiken
„Eine Tanz- und Kinodiva, die zur Erholung in einem Alpengasthof weilt, wendet sich dem verschlossenen Tierarzt des Dorfes zu und überlebt mit ihm die Gefahren des Hochgebirges. Dilettantisch anmutender Berg- und Liebesfilm.“

Paimann’s Filmlisten resümierte: „Neben der in gelungener Kameratechnik festgehaltenen, schönen Landschaft schwache Handlung, in der auch bessere Schauspieler auf verlorenem Posten [stehen].“